# پرهای پروازی

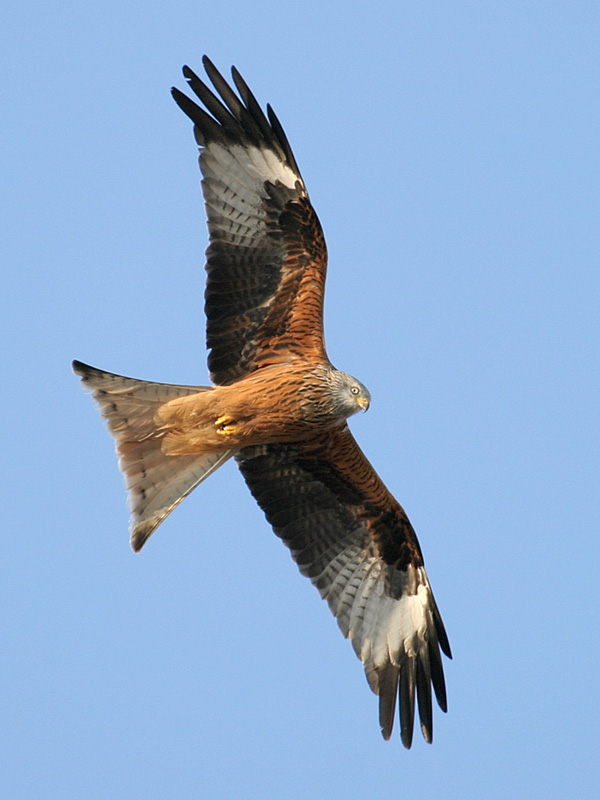
کورکور حنایی (Milvus milvus) در حال پرواز، نشان دادن شاهپرهای بال ئ دم

پرهای پروازی (Pennae volatus) شاه‌پرها (پرهای قلمی)، بلند، سفت، شکل نامتقارن، اما دارای تقارن جفتی روی بال یا دم پرنده هستند. آنهایی که روی بال‌ها هستند شاهپرهای بال (remiges, مفرد آن remex) نامیده می‌شوند، در حالی که در دم، شاهپرهای دم (rectrices، مفرد آن rectrix) نامیده می‌شوند. وظیفه اصلی پرهای پروازی کمک به تولید نیروی رانش و بالابرنده است و در نتیجه امکان پرواز را فراهم می‌کند. پرهای پروازی برخی از پرندگان کارکردهای بیشتری را انجام می‌دهند که معمولاً با نمایش‌های سرزمینی، مراسم جفت‌یابی یا روش‌های تغذیه مرتبط است. در برخی از گونه‌ها، این پرها به ستون‌های بلند خودنمایی تبدیل شده‌اند که در نمایش‌های معاشقه دیداری استفاده می‌شوند، در حالی که در برخی دیگر در طول پروازهای نمایشی صدا ایجاد می‌کنند. دندانه‌های ریز در لبه جلویی شاهپرهای بال به جغدها کمک می‌کند تا بی‌صدا پرواز کنند (و در نتیجه با موفقیت بیشتری شکار می‌کنند)، در حالی که دندانه‌های بسیار سفت دارکوب‌ها در شاهپرهای دم به آنها کمک می‌کند تا در برابر تنه‌های درختان، در حالی که بر درختان چکش می‌زنند، مقاوم شوند. حتی پرندگان بدون پرواز هم هنوز پرهای پروازی خود را حفظ می‌کنند، هرچند گاهی به شکل‌های اساسی تغییر یافته‌اند.

ساختار استخوان بال پرنده، نشان‌دهنده نقاط اتصال شاهپرهای بال است.

شاهپرهای بال بر اساس جایگاه آنها در امتداد بال به شاهپرهای اولیه و شاهپرهای ثانویه تقسیم می‌شوند. به‌طور معمول ۱۱ شاهپراولی‌ها (شاهپرهای اولیه) به دست متصل هستند (۶ مورد به مچ و پنج مورد به انگشتان) اما بیرونی‌ترین شاهپراولی به نام remicle اغلب ابتدایی است یا وجود ندارد. برخی از پرندگان، به ویژه فلامینگوها، کشیم‌ها و لک‌لک‌ها، هفت شاهپراولی متصل به متاکارپوس و در مجموع ۱۲ شاهپر بال دارند. شاهپردومی‌ها (شاهپرهای ثانویه) به استخوان ساعد متصل می‌شوند. شاهپر ثانویه پنجم (که از مفصل مچ به سوی داخل شماره‌گذاری می‌شود) در گذشته در برخی گونه‌ها وجود ندارد، اما دیدگاه مدرن این دیاستاتاکسی این است که بین شاهپر ثانویه چهارم و پنجم فاصله وجود دارد. شاهپرسومیها که روی قسمت مجاور براکیوم رشد می‌کنند، شاهپر واقعی در نظر گرفته نمی‌شوند.
پرریزی پرهای پرواز می‌تواند مشکلات جدی را برای پرندگان ایجاد کند، زیرا می‌تواند توانایی پرواز آنها را آشفته سازد. گونه‌های مختلف راهبردهای متفاوتی را برای مقابله با این موضوع ایجاد کرده‌اند، از پرریزی همه پرهای پرواز خود به یکباره (و در نتیجه بی‌پرواز شدن برای مدتی به نسبت کوتاه) تا گسترش پرریزی در یک دوره چندساله.

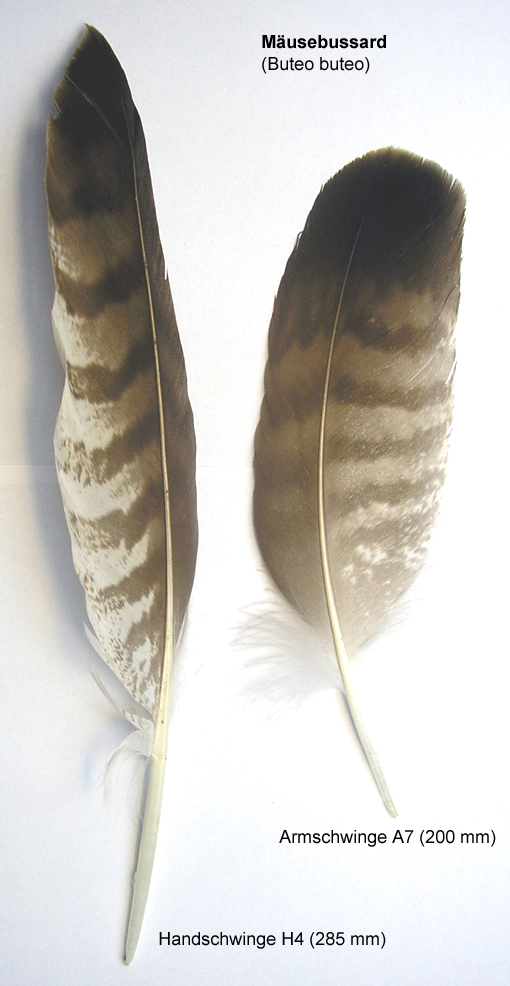
شاهپراولی یا اولیه (چپ) و شاهپردومی یا ثانویه (راست) سارگپه معمولی (Buteo buteo)؛ به جهت نامتقارن بودن محورها توجه کنید

## شاهپرهای بال
شاهپرهای بال Remiges (از لاتین "Oarsman") در عقب بال قرار دارد. رباط‌ها قلم پر بلند را محکم به استخوان‌های بال می‌چسبانند و یک نوار پهن و قوی از بافت زردپی به نام postpatagium برای نگه داشتن و حمایت شاهپرهای بال در جای خود کمک می‌کند. شاهپرهای بال مربوط روی پرندگان منفرد بین دو بال متقارن هستند و تا اندازه زیادی از نظر اندازه و شکل با هم هماهنگی دارند (به جز در جهش یا آسیب)، البته نه لزوماً در الگو. بستگی به موقعیتی که در امتداد بال دارند، نام‌های مختلفی به آنها داده می‌شود.

## انواع پرهای بال

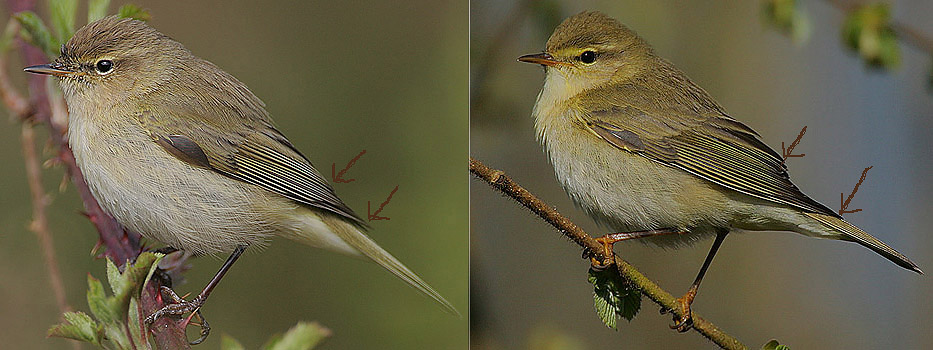
مقایسه انتهای شاهپراولیها: سسک چیف‌چاف (سمت چپ) و سسک بیدی

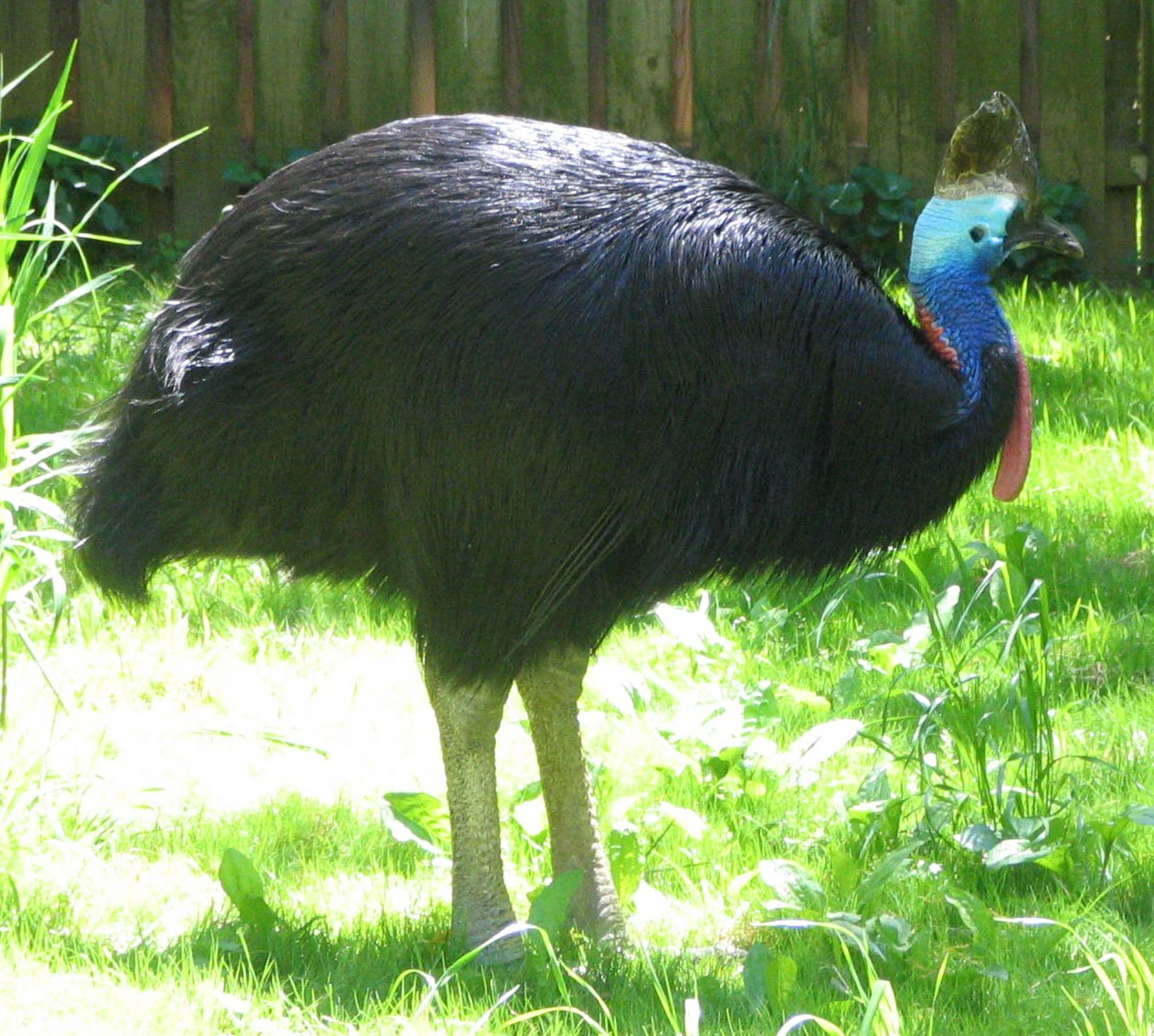
شترمرغ شاخدار جنوبی (Casuarius casuarius) که شاهپرهای بال تغییریافته را نشان می‌دهد

- شاهپراولی‌ها (شاهپرهای اولیه)
- شاهپردومی‌ها (شاهپرهای ثانویه)
- شاهپرسومی‌ها
- پوشپرها (Tectrices)
- خم بیرونی (در لبه پر)
- بالچه

## شاهپرهای دمی
شاهپرهای دم Rectrices (مفرد rectrix) از کلمه لاتین «سکاندار» به پرنده کمک می‌کند تا در هنگام پرواز ترمز و هدایت کند. این پرها در یک ردیف افقی در حاشیه عقبی دم آناتومیک قرار دارند. تنها جفت مرکزی (از طریق رباط‌ها) به استخوان‌های دم وصل می‌شوند. شاهپرهای دمی باقی‌مانده در دمچه، ساختارهای پیچیده چربی و ماهیچه‌ای که آن استخوان‌ها را دربر گرفته‌اند، تعبیه شده‌اند. شاهپرهای دمی همیشه جفت هستند، اکثریت قریب به اتفاق گونه‌ها دارای شش جفت شاهپر دمی هستند. آنها درکشیم‌های و برخی بی‌تیغه‌های وجود ندارند و در پنگوئن‌ها به شدت کاهش یافته‌اند. بسیاری از گونه‌های باقرقره بیش از ۱۲ شاهپر دمی دارند. در برخی از گونه‌ها (از جمله سیاه‌خروس یالدار، سیاه‌خروس فندقی و پاشلک معمولی)، تعداد آنها در افراد مختلف متفاوت است. کبوترهای اهلی در نتیجه تغییرهایی که طی سده‌ها پرورش گزینشی ایجاد شده‌است، تعداد بسیار متغیری دارند.

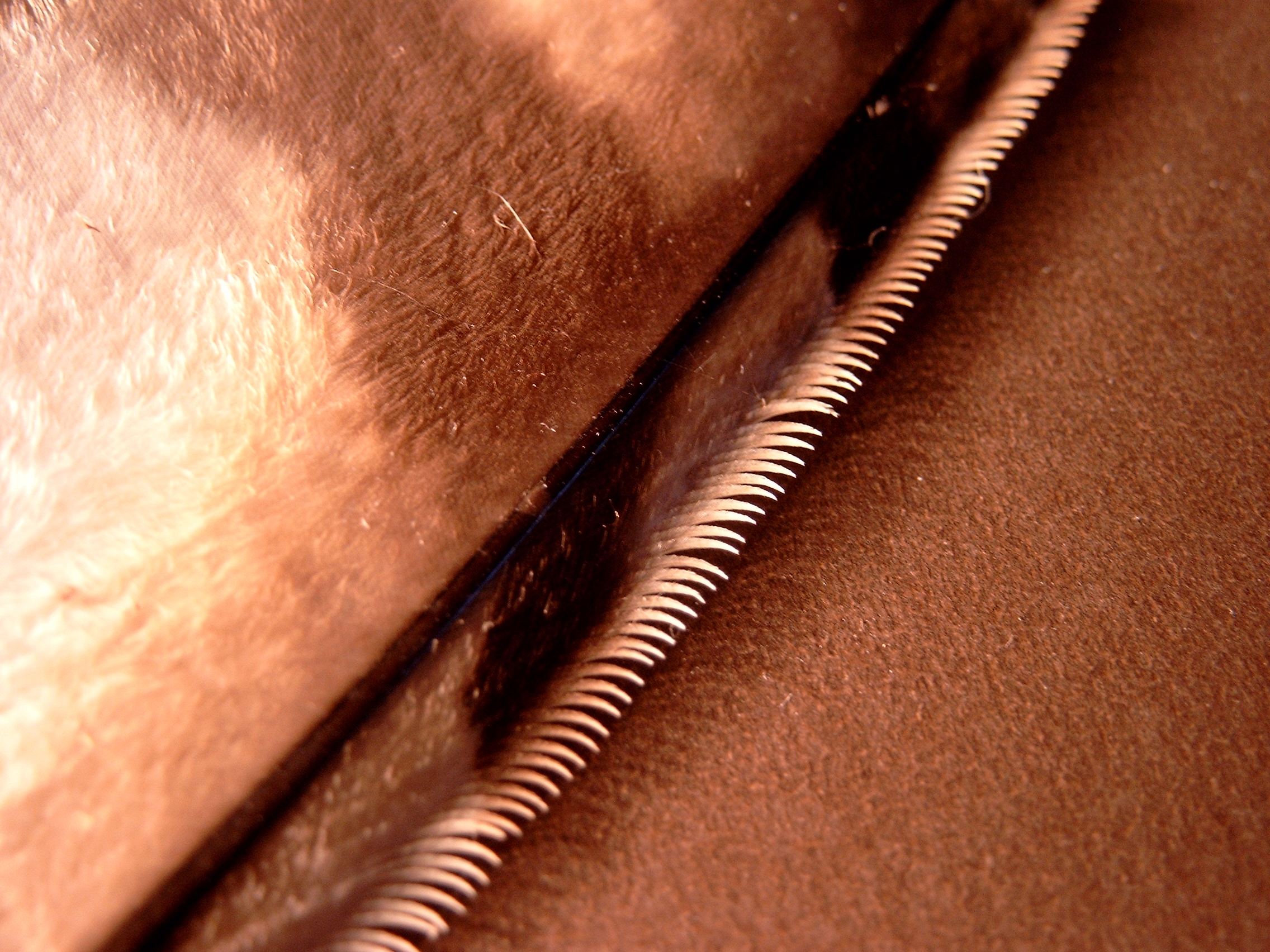
لبه جلویی پر جغد که دندانه دارد

## قراردادهای شماره‌گذاری شاهپرها
برای اینکه بحث دربارهٔ موضوع‌هایی مانند فرآیندهای پرریزی یا ساختار بدن آسان‌تر شود، پرنده‌شناسان برای هر پر پروازی یک عدد تعیین می‌کنند. طبق قرارداد، اعداد اختصاص داده‌شده به شاهپراولی‌ها همیشه با حرف P (P1، P2، P3 و …)، اعداد شاهپردومی‌ها (ثانویه) با حرف S، اعداد شاهپرسومی‌ها با T و اعداد شاهپرهای دمی با R شروع می‌شوند.
بسیاری از مراجع، شاهپراولیها را به صورت برعکس شماره‌گذاری می‌کنند، از درونی‌ترین شاهپراولی (نزدیک‌ترین به شاهپردومی‌ها) آغاز می‌شوند و به سوی بیرون حرکت می‌کنند. دیگران آنها را به صورت افزایشی، از دیستال‌ترین بخش شاهپراولیها به سوی درون، شماره‌گذاری می‌کنند. هر روش مزایایی دارد. شماره‌گذاری کاهشی از توالی طبیعی پرریزی شاهپراولیها بیشتر پرندگان پیروی می‌کند. درصورتی‌که در گونه‌ای دهمین شاهپراولی، مانند برخی از گنجشک‌سانان غایب باشد، نبود آن بر شماره‌گذاری شاهپراولیهای باقی‌مانده تأثیری ندارد. از سوی دیگر، شماره‌گذاری افزایشی، یکنواختی را در شماره‌گذاری شاهپراولی‌های ناگنجشک‌سان امکان‌پذیر می‌سازد، زیرا آنها تقریباً بدون در نظر گرفتن تعداد کلی، چهار عدد اولیه به دست (مأنوس) متصل هستند. این روش به‌ویژه برای نشان دادن فرمول بالی سودمند است، زیرا بیرونی‌ترین شاهپراولی آن چیزی است که اندازه‌گیری‌ها با آن آغاز می‌شود.
شاهپردومی‌های همیشه به صورت افزایشی شماره‌گذاری می‌شوند، از بیرونی‌ترین شاهپردومی (نزدیک‌ترین پر به شاهپراولیها) آغاز می‌شوند و به سوی داخل کار می‌کنند. شاهپرسومی‌های نیز به صورت افزایشی شماره‌گذاری می‌شوند، اما در این باره، اعداد متوالی از اعداد داده شده تا آخرین شاهپردومی ادامه می‌یابند (مثلاً . . . S5، S6، T7، T8، … و غیره).
شاهپرهای دمی همیشه از مرکزی‌ترین جفت به سوی بیرون در هر دو جهت شماره گذاری می‌شوند.
فرمول بالی شکل انتهایی بال پرنده را به روشی ریاضی توصیف می‌کند. می‌توان از آن برای کمک به تمایز بین گونه‌هایی با پرهای مشابه استفاده کرد و بنابراین به ویژه برای کسانی که به پرندگان حلقه‌گذاری می‌کنند، سودمند است.

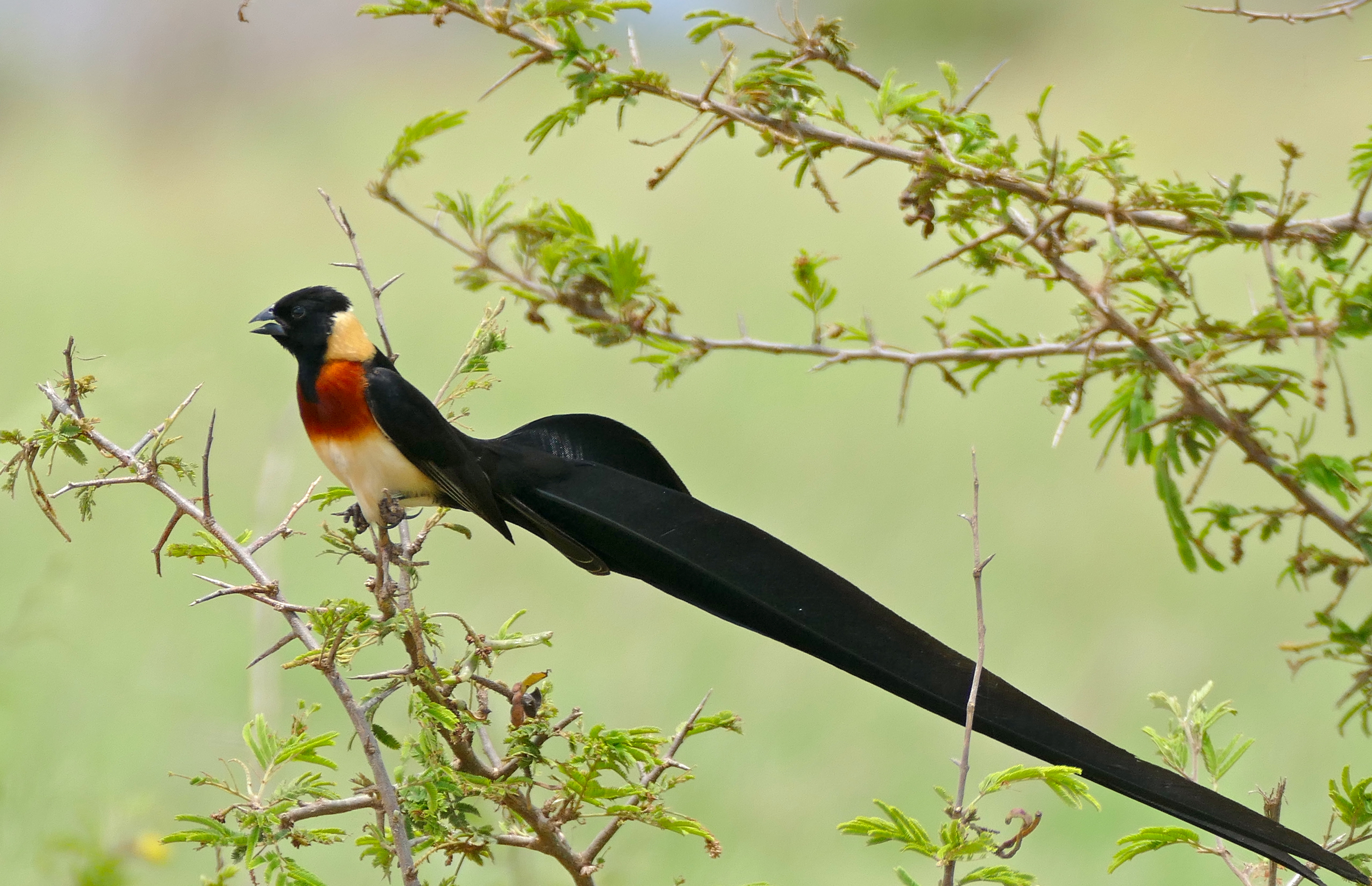
مرغ بهشتی دم دراز نر (Vidua paradisaea) در حال نمایش شاهپرهای دمی ویژه

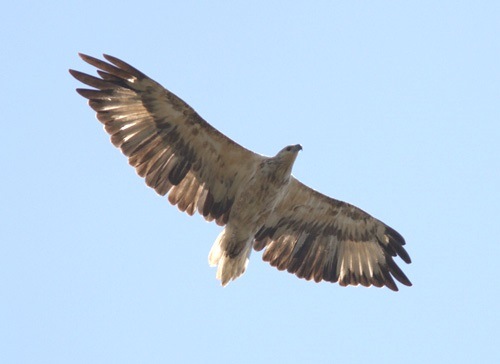
عقاب دریایی شکم‌سفید جوان (Haliaeetus leucogaster) در حال پرواز، با نشان دادن موج‌های پرریزی در بال‌ها

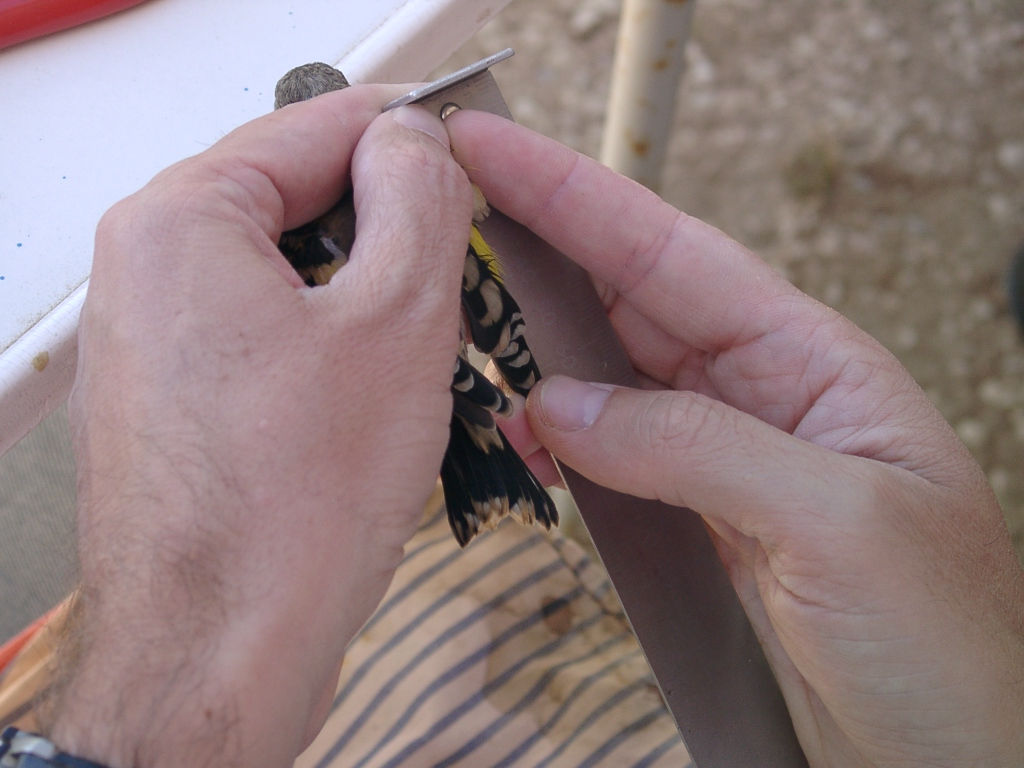
اندازه‌گیری طول شاهپراولیها، یکی از مراحل تعیین فرمول بالی پرنده